# Hamrnický mokřad
Hamrnický mokřad je přírodní rezervace vyhlášená v roce 1999. Důvodem ochrany je biotop početných populací ohrožených druhů rostlin s doprovodnými mokřadními společenstvy.

## Popis oblasti
Chráněné území se nachází v těsném kontaktu západního okraje zástavby Hamrníků, části města Mariánské Lázně, v nivě Panského potoka mezi Ohradským a Malým ostrovním rybníkem.

## Přírodní poměry
Lokalita leží v geomorfologickém celku Podčeskoleská pahorkatina, jejím podcelku Tachovské brázdě. Území přírodní rezervace vyplňují kvartérní sedimenty, rašeliny a slatiny, při okrajích štěrky a písky s vložkami jílů. 
Mokřadních biotop tvoří vlhké pcháčové louky, přechodová rašeliniště, mechová slatiniště, údolní jasanovo-olšové luhy a mokřadní vrbiny.
Na území roste několik silně ohrožených druhů rostlin. V mechových slatiništích v centrální části to jsou kruštík bahenní (Epipactis palustris) a tolije bahenní (Parnassia palustris), na přechodových rašeliništích rosnatka okrouhlolistá (Drosera rotundifolia). Její výskyt však nebyl nově potvrzen botanickým inventarizačním průzkumem z roku 2008.
Z ohrožených druhů rostlin zde rostou klikva bahenní (Oxycoccus palustris), prstnatec májový (Dactylorhiza majalis), prha arnika (Arnica montana), upolín nejvyšší (Trollius altissimus), vachta trojlistá (Menyanthes trifoliata), vrba plazivá (Salix repens).
Z obojživelníků zde žije ropucha obecná (Bufo bufo), z plazů ještěrka živorodá (Zootoca vivipara).